# Paryż-Roubaix 2011
109. edycja wyścigu kolarskiego Paryż-Roubaix odbyła się w dniu 10 kwietnia 2011 roku i liczyła 258 km. Start wyścigu odbył się w Compiègne pod Paryżem, a meta w Roubaix. Wyścig figurował w rankingu światowym UCI World Tour 2011.

## Uczestnicy
Na starcie wyścigu stanęło 25 drużyny. Wśród nich znalazło się wszystkie osiemnaście ekip UCI World Tour 2011 oraz siedem innych zaproszonych przez organizatorów. Każda z drużyn wystawiła po 8 kolarzy. W wyścigu startował tylko jeden polak był nim Jarosław Marycz z zespołu Saxo Bank Sungard, który zajął 93 miejsce ze stratą 13' 53" do zwycięzcy wyścigu Johanna Vansummerena.
Lista drużyn uczestniczących w wyścigu:
| Numery  | Kod | Drużyna                 |
| ------- | --- | ----------------------- |
| 1-10    | LEO | Team Leopard-Trek       |
| 11-20   | GRM | Garmin-Cervelo          |
| 21-30   | SKY | Procycling Sky          |
| 31-40   | THR | HTC - Highroad          |
| 41-50   | QST | Quick Step Cicling Team |
| 51-60   | OLO | Omega Pharma-Lotto      |
| 61-70   | BMC | BMC Racing Team         |
| 71-80   | KAT | Team Katusha            |
| 81-90   | A2R | AG2R-La Mondiale        |
| 91-100  | VCD | Vacansoleil-DCM         |
| 101-110 | SAU | Saur-Sojasun            |
| 111-120 | RAB | Rabobank                |
| 121-130 | FDJ | Française des Jeux      |

| Numery  | Kod | Drużyna                     |
| ------- | --- | --------------------------- |
| 131-140 | SKS | Skil-Shimano                |
| 141-150 | LIQ | Liquigas-Cannondale         |
| 151-160 | COF | Cofidis, le Credit en Ligne |
| 161-170 | LAM | Lampre ISD                  |
| 171-180 | SBS | Saxo Bank Sungard           |
| 181-190 | RSH | Team RadioShack             |
| 191-200 | EUC | Team Europcar               |
| 201-210 | MOV | Team Movistar               |
| 211-220 | AST | Pro Team Astana             |
| 221-230 | EUS | Euskaltel-Euskadi           |
| 231-240 | APP | Team NetApp                 |
| 241-250 | BSC | Bretagne - Schuller         |

## Klasyfikacja generalna
| M-ce | Imię i nazwisko     | Kraj       | Drużyna           | Czas       |
| ---- | ------------------- | ---------- | ----------------- | ---------- |
| 1.   | Johan Vansummeren   | Belgia     | Garmin-Cervelo    | 6h 07' 28" |
| 2.   | Fabian Cancellara   | Szwajcaria | Team Leopard-Trek | + 19"      |
| 3.   | Maarten Tjallingii  | Holandia   | Rabobank          | + 19"      |
| 4.   | Grégory Rast        | Szwajcaria | Team RadioShack   | + 19"      |
| 5.   | Lars Bak            | Dania      | HTC - Highroad    | + 21"      |
| 6.   | Alessandro Ballan   | Włochy     | BMC Racing Team   | + 36"      |
| 7.   | Bernhard Eisel      | Austria    | HTC - Highroad    | + 47"      |
| 8.   | Thor Hushovd        | Norwegia   | Garmin-Cervelo    | + 47"      |
| 9.   | Juan Antonio Flecha | Hiszpania  | Procycling Sky    | + 47"      |
| 10.  | Mathew Hayman       | Australia  | Procycling Sky    | + 47"      |